# 541.ª Divisão de Granadeiros (Alemanha)
A 541ª Divisão de Granadeiros (em alemão:541. Grenadier-Division) foi uma unidade militar que serviu no Exército alemão durante a Segunda Guerra Mundial. Foi renomeada para 541. Volksgrenadier Division no mês de outubro de 1944, permanecendo com esta designação até o final da guerra.

## Comandantes
| Comandante                    | Data                                      |
| 541ª Divisão de Granadeiros   | 541ª Divisão de Granadeiros               |
| ----------------------------- | ----------------------------------------- |
| Generalleutnant Wolf Hagemann | ? de julho de 1944 - 9 de outubro de 1944 |
| 541. Volksgrenadier-Division  |                                           |
| Generalleutnant Wolf Hagemann | 9 de outubro de 1944 - ? de abril de 1945 |

## Área de operações
| Frente Oriental, setor central | julho de 1944 - outubro de 1944 |
| Polônia & Prússia Oriental     | outubro de 1944 - abril de 1945 |